# Janvier 1867

## Événements
- 1er janvier : le pont suspendu John A. Roebling entre Cincinnati et Covington est ouvert.

- 10 janvier : Tokugawa Iemochi devient shogun du Japon (fin en 1868)[1].

- 19 janvier, France : lettre de Napoléon III annonçant des réformes libérales.

- 20 janvier :
  - les députés de l'opposition obtiennent le droit d'interpellation ;
  - le maréchal Niel est nommé ministre secrétaire d'État à la Guerre.

## Naissances
- 15 janvier : Dudley Hardy, peintre et illustrateur britannique († 11 août 1922).
- 21 janvier : Maxime Weygand, général français.
- 25 janvier : Simon Fraser Tolmie, premier ministre de Colombie-Britannique.
- 29 janvier : Elisabeth Büchsel, peintre allemande († 3 juillet 1957).

## Décès
- 11 janvier : Marguerite Weimer (80 ans), alias Mlle George, comédienne et ancienne maîtresse de Napoléon 1er.
- 14 janvier :
  - Jean Auguste Dominique Ingres, peintre français (° 1780).
  - Victor Cousin (75 ans), philosophe français, ministre de l'Éducation en 1840, à Cannes (° 1792).